# La vita di Adele
La vita di Adele (La Vie d'Adèle - Chapitres 1 & 2) è un film del 2013 diretto da Abdellatif Kechiche.
Film drammatico romantico, adattamento cinematografico del romanzo a fumetti Il blu è un colore caldo di Jul' Maroh.
Il film si è aggiudicato la Palma d'oro al Festival di Cannes 2013.

## Trama
Tra Adèle, una liceale francese, ed Emma, una ragazza dai vistosi e appariscenti capelli blu, nasce una relazione sentimentale e piena di passione, che sfocia presto in un rapporto di convivenza. Le amicizie di Emma sono colte ed estrose e, proprio per questo motivo, comincia a sentirsi a disagio con Adèle, che considera priva di ambizioni solo perché è una ragazza più semplice e spontanea, con il sogno di diventare insegnante e lavorare con i bambini.
La storia d'amore tra le due prosegue, ma un rapporto basato perlopiù sull'attrazione fisica mostra ben presto la corda: Emma pensa al suo mondo artistico e alla carriera, Adèle alla sua scuola e ai suoi allievi; inoltre quest'ultima, pur amando Emma, cede al corteggiamento di un collega di lavoro. Ed è qui che la loro storia si interrompe bruscamente, in quanto Emma (seppur innamorata di un'altra all'insaputa della partner), caccia brutalmente Adèle di casa, lasciandola distrutta e in lacrime.
Le vite delle due ragazze si separano, proseguendo per alcuni anni senza incontrarsi mai; il mal d'amore sofferto da Adèle è però tristemente così intenso da non riuscire ad essere curato nemmeno dal tempo. I due ultimi disperati tentativi di Adèle, rimasta single da quel lontano primo amore, di riallacciare il rapporto sentimentale con Emma, che al contrario è fidanzata da tempo con la sua attuale compagna, non vanno a buon fine. Adèle allora si rende conto di dover accettare la cosa, e si allontana mestamente con indosso un vestito blu, segno del suo imperituro amore per Emma.

## Produzione

### Riprese
Le riprese del film sono iniziate a marzo del 2012 e si sono svolte nel Nord-Pas de Calais.

## Distribuzione
Il film è stato presentato in concorso al Festival di Cannes il 23 maggio 2013. Nelle sale cinematografiche francesi è stato distribuito il 9 ottobre dello stesso anno, mentre in quelle italiane dal 24 dello stesso mese.

### Divieti
Nei Paesi di distribuzione, il film è stato distribuito con un indice di divieto corrispondente a R (vietato ai minori di 17 anni) "per diverso contenuto sessuale": tuttavia negli Stati Uniti, questa classificazione, spesso sinonimo di fallimento commerciale dovuto al divieto di promozione, è stata ricompensata dalle reazioni positive degli spettatori statunitensi.

## Accoglienza

### Incassi
Distribuito soltanto in Francia, Italia, Stati Uniti, Spagna, Germania e Inghilterra, il film ha comunque avuto un ottimo riscontro al botteghino, raggiungendo il milione di spettatori nella sua prima settimana d'apertura nelle sale francesi, e incassando un totale mondiale di 19465835 $.

### Critica
Il film, subito accolto dal plauso del Festival di Cannes, si è aggiudicato la Palma d'oro e ha ricevuto numerose critiche positive da parte della stampa internazionale.
Poi dalla critica cinematografica, La vita di Adele viene recensito piuttosto positivamente: per esempio, sul sito web Rotten Tomatoes, il film ha ottenuto oltre l'89% di recensioni professionali positive, con un voto medio di 9/10, basato su 191 recensioni; il consenso del sito recita: "Il film è crudo, onesto, recitato con forza e soprattutto intenso… Probabilmente è uno dei drammi moderni più avvincenti".
Su Les Inrockuptibles, il film viene definito "una bomba", mentre sulla rivista online Slate "un film magnifico", e ancora su Vogue "senza dubbio il film dell'anno, con un'Adèle Exarchopoulos mozzafiato e la brillante Léa Seydoux".
La prestigiosa rivista Cahiers du cinéma ha dedicato la copertina del numero di quel periodo al film, descrivendolo "degno di questo e altro".
Nonostante ciò, ci sono state anche recensioni negative del film, come Le Figaro, che ha criticato il film per la sua lunghezza e la ripetitività delle scene, definendolo soltanto "una piatta storia d'amore girata con finto naturalismo".
Nel dicembre 2013, Complex lo pone al 4° posto nella classifica dei migliori film di quell'anno; mentre, nell'agosto del 2016, la BBC lo inserisce nella 45ª posizione dei '100 più grandi film del XXI secolo'.

### Controversie
Esso, tuttavia, è stato anche criticato per la presenza di scene di sesso ritenute da alcuni esplicite e gratuite (ad esempio durante la scena di intimità tra Adéle e Thomas, in cui si intravede il pene eretto di quest'ultimo), al limite della pornografia.
Jul' Maroh stesso, che ha creato il fumetto alla base del soggetto, le avrebbe trovate lontane dallo spirito della propria opera, bollandole come "forzate", nonché "frutto di un'interpretazione di voyeurismo" e criticando anche la scelta degli attori.

## Riconoscimenti
- 2013 - Festival di Cannes
  - Palma d'oro

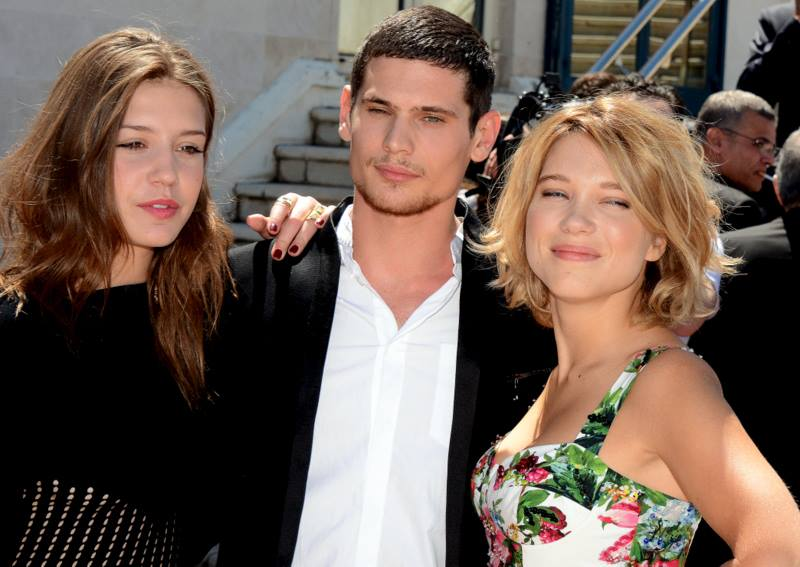
Da sinistra, Adèle Exarchopoulos, Jérémie Laheurte e Léa Seydoux al Festival di Cannes 2013.

  - Premio FIPRESCI a Abdellatif Kechiche
- 2014 - Golden Globe
  - Candidatura per il miglior film straniero (Francia)
- 2014 - BAFTA Awards
  - Candidatura per il miglior film straniero (Francia)
- 2013 - European Film Awards
  - Candidatura per il miglior film (Francia)
  - Candidatura per il miglior regista ad Abdellatif Kechiche
- 2014 - Premio César
  - Miglior promessa femminile a Adèle Exarchopoulos
  - Candidatura per il miglior film
  - Candidatura per il miglior regista a Abdellatif Kechiche
  - Candidatura per la migliore attrice protagonista a Léa Seydoux
  - Candidatura per il miglior adattamento a Abdellatif Kechiche e Ghalia Lacroix
  - Candidatura per la migliore fotografia a Sofian El Fani
  - Candidatura per il miglior montaggio a Camille Toubkis, Albertine Lastera e Jean-Marie Lengellé
  - Candidatura per il miglior sonoro a Jérôme Chenevoy, Fabien Pochet e Jean-Paul Hurier
- 2014 - Premio Lumière
  - Miglior film
  - Miglior regista a Abdellatif Kechiche
  - Miglior attrice a Léa Seydoux
  - Rivelazione femminile a Adèle Exarchopoulos
- 2014 - David di Donatello
  - Candidatura per il miglior film dell'Unione Europea a Abdellatif Kechiche
- 2014 - Ciak d'oro[21]
  - Migliore film straniero
- 2014 - Premio Goya
  - Candidatura per il miglior film europeo (Francia)
- 2014 - Independent Spirit Awards
  - Miglior film straniero (Francia)
- 2013 - National Board of Review Awards
  - Miglior attrice rivelazione a Adèle Exarchopoulos
- 2014 - Critics' Choice Movie Award
  - Miglior film straniero (Francia)
  - Miglior giovane interprete a Adèle Exarchopoulos
- 2014 - Satellite Awards
  - Candidatura per la miglior attrice a Adèle Exarchopoulos
  - Candidatura per la miglior attrice non protagonista a Léa Seydoux
  - Candidatura per il miglior film straniero (Francia)
- 2014 - Sindacato Belga della Critica Cinematografica
  - Candidatura per il Grand Prix
- 2014 - Premio Magritte
  - Premio Magritte per il miglior film straniero in coproduzione
  - Candidatura per la migliore promessa femminile a Mona Walravens

## In televisione
Il film è stato trasmesso in Italia su Cielo in prima serata (21:15) il 26 giugno 2024.

## Differenze con il fumetto
Il fumetto di Julie Maroh, nei fatti, presenta differenze non di poco conto rispetto alla trasposizione cinematografica di Kechiche:
- La vicenda della protagonista, che si chiama Clementine (detta Clem) e non Adèle, si svolge interamente in flashback, a seguito del suo funerale[23].
- Clementine viene presentata come piccola di corporatura e bruna di capelli[23].
- Dimostra complessivamente un approccio molto meno vitalistico e aggressivo alle questioni amorose e alla sessualità, vicende che anzi vive con un certo dolore. Non si concede, per esempio, al suo primo fidanzato Thomas[24]; vive inizialmente con grande problematicità la presa di coscienza delle sue inclinazioni omosessuali[25].
- La conoscenza di Clementine con Emma, a seguito del fugace incontro in centro, avviene in una fase molto più tarda[26].
- Mentre il film si conclude con la protagonista che si allontana tristemente dopo aver scoperto che Emma ha una nuova fidanzata, nel fumetto Clementine muore in un letto d'ospedale in seguito a un attacco cardiaco.
- L'inizio della convivenza tra Clementine ed Emma nel fumetto avviene in modo decisamente più drammatico rispetto al film: una notte, infatti, la relazione tra le due ragazze viene brutalmente scoperta dai genitori di Clem, i quali le cacciano di casa e rinnegano la loro stessa figlia.
- Il migliore amico della protagonista, Valentin, ricopre un ruolo molto più rilevante nel fumetto, nel quale è infatti un sostegno emotivo solidissimo per Clementine durante il suo percorso alla scoperta di sé, la ospiterà a casa sua dopo che Emma, furiosa e ferita per il tradimento della compagna, la manderà via di casa, e farà riappacificare le due ragazze.
- Nel fumetto, dopo che Clementine ha tradito Emma, quest'ultima non inizierà nessun'altra relazione, in quanto ancora innamorata di Clem, rimanendole fedele fino alla fine.